# المجهولة (جنس)
المجهولة (الاسم العلمي: Agnostus)، وهو جنس منقرض من رتبة مجهولات ثلاثيات الفصوص التي عاشت فترة الكامبري الأوسط وحتى أسفل الكامبري العلوي (منذ حوالي 506 إلى 492 مليون سنة).